# Reversibel proces
Een reversibel proces of omkeerbaar proces bestaat uit kleine veranderingen van een toestandsfunctie die elk een overgang tussen twee nauwelijks verschillende evenwichtstoestanden tot gevolg hebben; het hele proces kan in omgekeerde richting worden uitgevoerd, waarna noch binnen het systeem noch daarbuiten iets veranderd is. Daarmee onderscheidt het zich van een irreversibel proces. Het begrip reversibel proces wordt hoofdzakelijk gebruikt binnen de thermodynamica.
Een adiabatisch proces dat reversibel is heet isentroop.

## Idealisering
Ideale reversibele processen kunnen in de praktijk uitsluitend worden benaderd. Toch zijn er veel op macroscopische schaal 'vlot' verlopende processen die zo goed als reversibel zijn. Een voorbeeld is het samendrukken van een gas, zonder warmte-uitwisseling met de omgeving: bij de omgekeerde beweging neemt het gas het oorspronkelijke volume weer in, en komt de geïnvesteerde arbeid weer vrij, volgens de wet van behoud van energie. Een voorbeeld van een volkomen irreversibel proces is het vermengen van de inhoud van twee reservoirs van verschillende temperatuur.

## Entropie en energie
Bij de omzetting van toegevoerde warmte, een vorm van energie, in mechanische energie, dus in arbeid, treden altijd verliezen op. Een proces met het theoretisch maximale rendement is altijd tevens een reversibel proces. De maximaal te winnen hoeveelheid mechanische energie heet exergie. Wat in een minder rendabel proces verloren gaat is gelijk aan de toename van de entropie van het universum, dat wil zeggen van de entropie binnen het systeem en daarbuiten samen.